# Aldubáran
Aldubáran [ˈaldʊˌbɔaɹan] (färöisch: „kleine brechende Welle“) ist ein Kammermusikensemble von den Färöern.
Es wurde 1995 von sieben jungen färöischen Musikern gegründet um in erster Linie färöische Musik zu spielen. Mittlerweile (2007) besteht das Ensemble aus 14 professionellen Musikern. Folgende Instrumente kommen zum Einsatz: Flöte, Klarinette, Fagott, Horn, Posaune, Geige, Bratsche, Gitarre und Klavier.
Aldubáran hat eine Vielzahl von Werken färöischer, aber auch ausländischer, Komponisten beauftragt und uraufgeführt, namentlich von Kristian Blak, Sunleif Rasmussen, Edvard Nyholm Debes, Pauli í Sandagerði, Atli Petersen, Tróndur Bogason, Torkell Sigurbjórnsson, Hsueh-Yung Shen, Jesper Koch.
Daneben gehören zum Repertoire Komponisten wie Igor Stravinski, Franz Schubert, Ludwig van Beethoven, Wolfgang Amadeus Mozart und Johannes Brahms.
Ein Höhepunkt in der färöischen Musikgeschichte ist die Uraufführung der ersten Oper Í Óðamansgarði am 12. Oktober 2006. Sie wurde von Aldubáran beauftragt und musikalisch umgesetzt.